# Tat'jana Černeckaja
Tat'jana Nikolaevna Černeckaja (in russo Татьяна Николаевна Чернецкая?, Tatyana Chernetskaya; Mosca, 2 gennaio 1964) è un'ex pentatleta sovietica, dal 1991 russa.

## Palmarès
In carriera ha conseguito i seguenti risultati:
- Mondiali:

Copenaghen 1984: oro nel pentathlon moderno  a squadre.
Montreal 1985: argento nel pentathlon moderno a squadre.
Darmstadt 1993: oro nel pentathlon moderno staffetta a squadre.
- Europei

Sofia 1991: oro nel pentathlon moderno a squadre.
Sofia 1991: oro nel pentathlon moderno staffetta.
Györ 1993: argento nel pentathlon moderno a squadre.